# Переселення поляків під час Другої світової війни

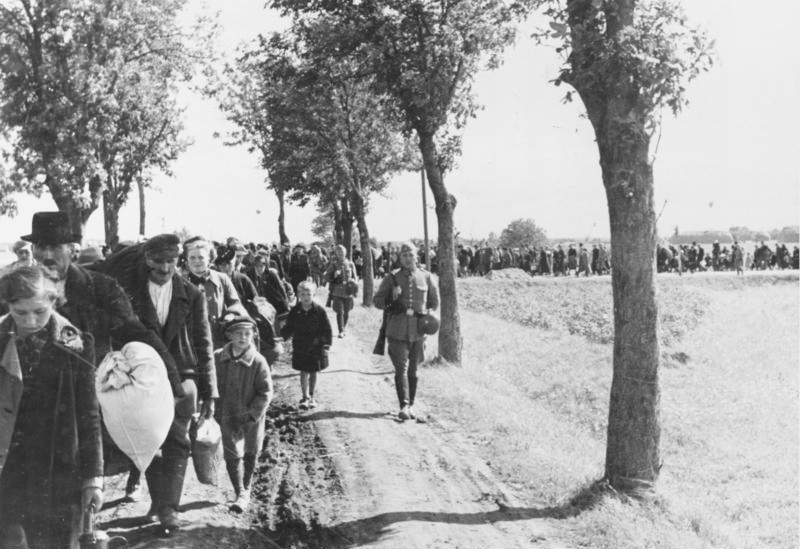
Вигнання поляків із землі Варти (1939)

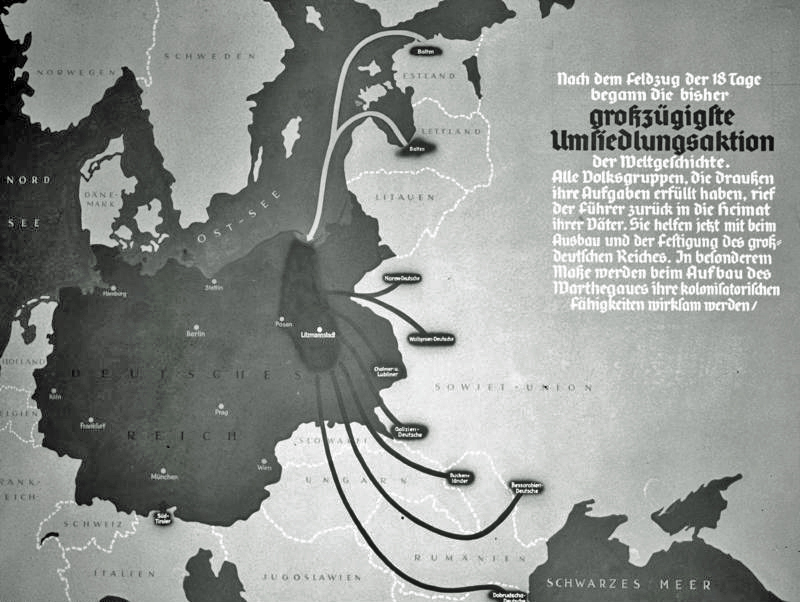
Місця, з яких німецька організація VoMi переселила фольксдойче на Варту та Поморську Віслу до місць переселених поляків та євреїв

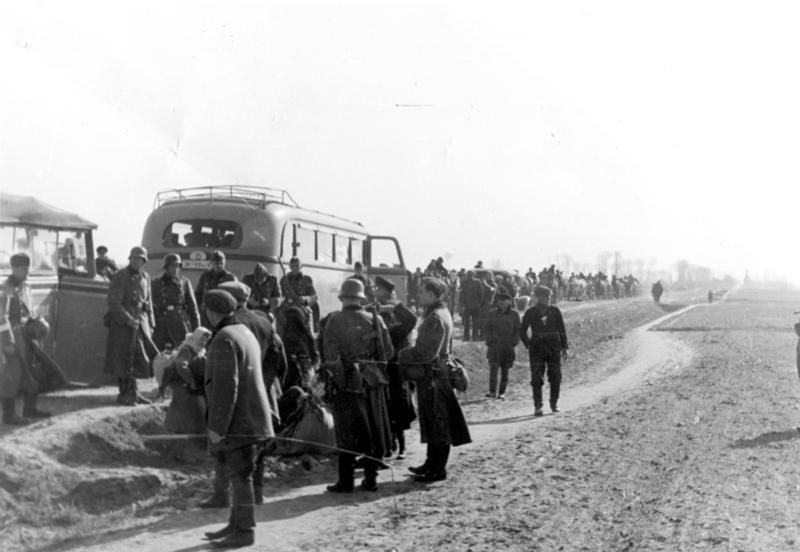
Витіснення поляків з Великопольщі — т. зв Країна Варта (1939)

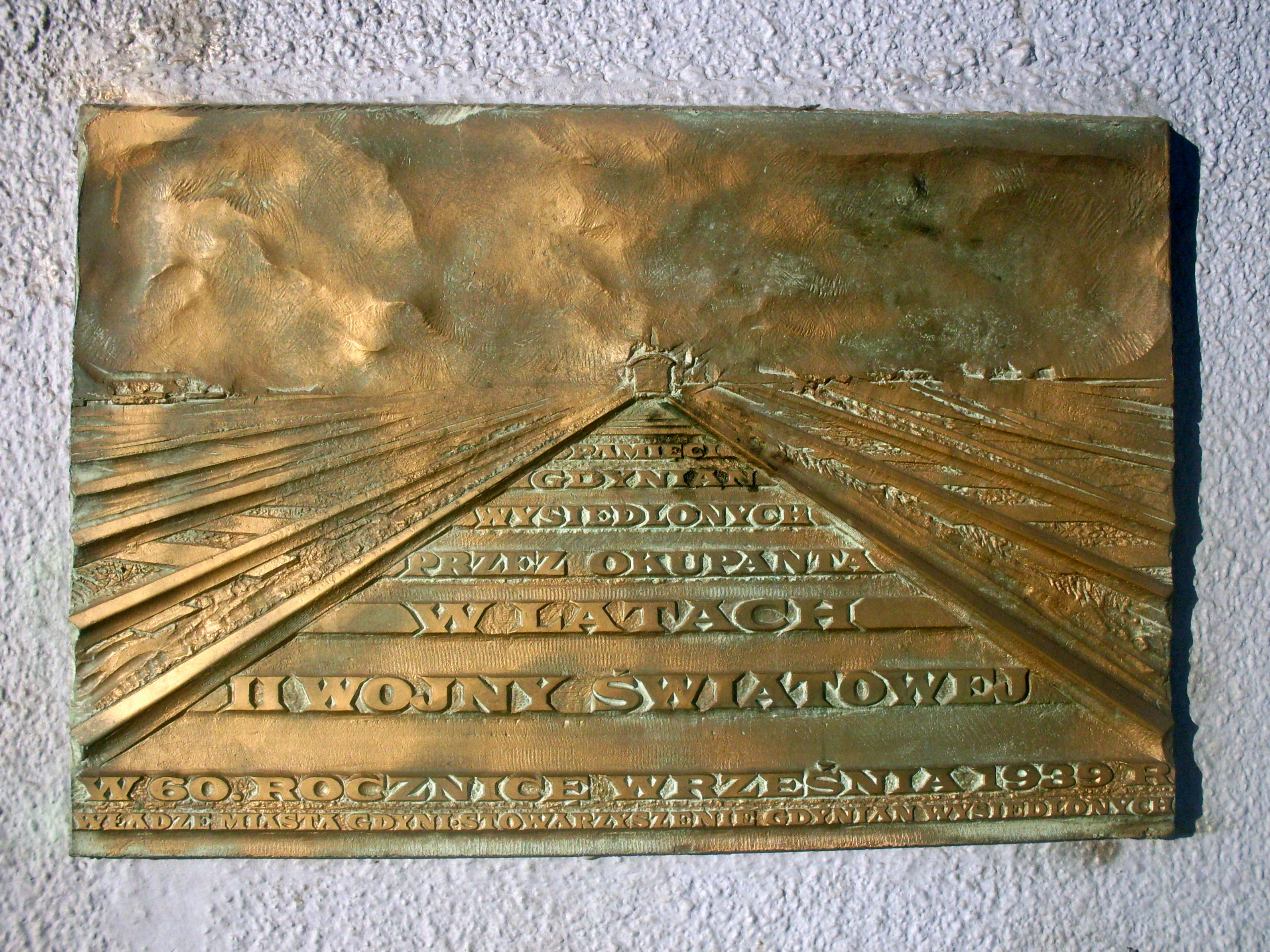
Табличка на честь вигнання мешканців Гдині

Переселення поляків під час Другої світової війни — відбувалося в 1939—1945 роках в окупованій Польщі і було пов'язане з німецькими та радянськими планами германізації та радянізації територій, що належали Другій Речі Посполитій. Ці виселення були організованими чи стихійними і були пов'язані з переселенням і пограбуванням майна та нерухомості у колишніх власників — поляків. Пізніше вони набули форми організованого, ретельно спланованого переселення цілих територій, заселених польським населенням, з наміром заселення в цих територіях так званого німецького населення. Generalsiedlungsplan — генеральний план переселення, у випадку радянської влади полягав у масовій депортації поляків у глиб СРСР або в ПНР і переселення на їх місце осіб та російської та української національності.

## Німецьке виселення поляків 1939—1945
Виселення поляків німцями відбувалося практично від початку війни. Здійснені переміщення були пов'язані з концепцією плану «розширення життєвого простору» для німців на сході Дранґ нах Остен. Вони були одним із важливих пунктів, включених до загального східного плану, т. зв Генеральний план Ост розроблений доктором Е. Ветцлем — керівником Департаменту расової політики імперського міністерства. План передбачав, зокрема, переселення 80–85 % польського населення до Сибіру. «План передбачає переміщення 80-85 % поляків, тобто […] 16-20,4 млн поляків буде переміщено, тоді як 3-4,8 млн поляків залишиться в зоні німецького поселення». Одним із перших указів Гітлера після закінчення війни з Польщею був «Декрет про зміцнення німецькості», який наказував Гіммлеру здійснити масове переселення польського населення від 7 жовтня 1939 року.
25 листопада 1939 року в Управлінні расової політики NSDAP було запроваджено пам'ятку Ерхарда Ветцеля та Гюнтера Гехта під назвою «Поводження з населенням колишніх теренів Польщі з точки зору расової політики», в якому порушувалося питання переміщення та стратегії окупантів у цьому питанні. Ця пам'ятка диференціювала ставлення до населення з поділом на території, включені до Третього Рейху, і ті, з яких утворилася назва Генерал-губернаторство. По-перше, усі поляки та євреї мали бути виселені з територій, які входили до Рейху — Померанії, Сілезії та Великої Польщі. Другий пункт меморіалу повністю стосується цих питань. Документ оцінював кількість поляків, призначених для переміщення з анексованих територій, у 6 636 000 осіб. Решту поляків, які виявляли симпатії до окупантів, а також кашубів, мазурів і сілезців, визначених як Wasserpolen, оцінювали приблизно в 1,2 мільйона і підлягали процесу тотальної германізації. У пам'ятці передбачалося виселити разом із поляками 530 тис. євреїв. Однозначно польське населення — доки воно не придатне для асиміляції — має бути витіснене, а решта германізована.
Пізніше, після депортацій з територій Другої Польської Республіки, які були включені до Третього Рейху, також планувалося виселити поляків та всіх інших слов'ян (переважно українців) з територій Генерального Губернаторства. Губернатор GG Ганс Франк на засіданні уряду 11 березня 1942 р. у Кракові заявив: «… нашою метою […] має бути спустошення всієї землі Вісла (нім. Weichselland) включаючи Галичину. Звісно, це стане можливим лише за умови виселення з часом звідси іноземних національностей — поляків та українців. Немає сумніву, що впровадження таких змін потребуватиме десятиліть; однак це єдино правильний спосіб дій; кожен інший неправильний».

### «Дикі» переміщення
Перші міграції населення земель, увійшли до Рейху під час Другої світової війни, почалися ще у вересні 1939 року. Багато поляків, захищаючись від наближення німецької армії, залишили свої місця проживання і пішли в глиб країни: частина біженців, які не загинули відразу у вересні, повернулася після припинення останніх боїв. Побоюючись розправи, деякі розбрелися по всій країні або втекли за кордон. Біженці із західних і північних територій ініціювали масове переселення з територій Померанії, Великопольщі та Сілезії.
Виселення поляків спочатку відбувалося спонтанно з ініціативи німецької місцевої влади, без згоди центральних апаратів рейхсміністрації. «Дикі» виселення почалися з перших тижнів окупації і тривали до кінця листопада 1939 р. Вони полягали в тому, що новопризначена місцева окупаційна влада викликала окремих осіб (переважно поміщиків, купців і ремісників) і зобов'язувала їх залишити місце проживання протягом 24 годин. Іншим способом було оточити цілі райони міста кордонами армії та міліції, а потім виселити їх мешканців. Викликаним дозволялося взяти в дорогу лише необхідний одяг, підручні речі та харчі. Вони були змушені залишити все своє майно, нерухомість, меблі та техніку у розпорядженні німецької влади, яка передала їх німецьким поселенцям. У зв'язку з тим, що ці переселення часто здійснювалися на прохання місцевих німців, колишні сусіди переселенців, які належали до німецької меншини, отримували їхню власність. У деяких повітах таким чином було переселено кілька сотень людей, у Бидгощському повіті близько 1000, а в Гдині кілька тисяч. Загалом німецька влада оцінює кількість переміщених осіб і втікачів, які були змушені покинути свої маєтки після початку війни, у 30–40 тисяч осіб.

### Планові виселення
Ці переміщення були заплановані урядом Третього Рейху перед початком війни як наслідок плану «розширення життєвого простору» для німців на сході Дранг нах Остен . 21 вересня 1939 року на конференції, що відбулася в Берліні під керівництвом голови поліції безпеки та служби безпеки Рейнхарда Гейдріха, командирам айнзацгруп було наказано переселити єврейське населення до центральної Польщі. У свою чергу, 11 жовтня 1939 року — після попереднього узгодження питання з Гітлером — рейхсфюрер СС Генріх Гіммлер, уже будучи рейхскомісаром у справах зміцнення Німеччини, уповноважив поліцію безпеки та службу безпеки розпочати витіснення поляків та євреїв з Гданська, Гдині та Познані.
У керівних колах Третього Рейху точилися дискусії щодо масштабів і напрямків переміщень. 30 жовтня 1939 р. наказом до указу Гітлера від 7 жовт. Критерії переміщення були встановлені в «Про укріплення Німеччини». У першу чергу вони мали охопити іммігрантське населення, тобто тих, хто народився за межами території колишнього прусського поділу, та єврейське населення. В іншій постанові від 3 листопада 1939р Гіммлер дозволив подальше переселення в Познань і Помор'я, пов'язуючи їх із заселенням німців із країн Балтії та інших територій, анексованих СРСР. З територій Другої Республіки Польща, включених до складу Німеччини, планувалося переселити до Генерал-губернаторства як ціль 8 мільйонів осіб, тобто близько 80 % польського населення, яке там проживало. Під час першої хвилі з листопада 1939 по лютий 1940 року мало бути переміщено близько 1 мільйона людей. Решту поляків до кінця війни мали виселити.
Планове виселення офіційно розпочалося в другій половині листопада 1939 р., а практично — на початку 1940 р. Зрештою водотоннажності виявилися меншими за заплановані. Польське населення було змушене підписати Volkslist і були зроблені зусилля для його германізації. Винятком була Країна Варти, де рейхс-губернатор Артур Грайзер, який вважав поляків «елементом, негідним включення в німецьке суспільство», наказав масово їх депортувати.

### Депортація з Країни Варти
Зокрема, євреїв і поляків — землевласників і підприємців — переселяли з Країни Варти до Генерал-губернаторства, а їхнє майно забирали без компенсації. До кінця 1939 року Генерал-губернаторству було відправлено близько 80 транспортів — всього 87 883 осіб. До кінця 1940 року було переміщено понад 250 тис. осіб. У 1941 році політика депортації євреїв з території війни до будь-якого з майже 200 гетто, створених у ГР, була посилена. Лише з Познані до Генерального Губернаторства було переселено близько 70 тис. осіб. Сотні тисяч людей, переважно молодих людей, іноді підлітків, були переміщені на примусові роботи вглиб Рейху. На зміну полякам і євреям прийшли групи німців зі Сходу, з територій, окупованих СРСР. У 1939 році понад 60 000 німців із балтійських країн було переміщено під час 87 рейсів, більшість із яких — у Крахну Варти. Далі були німці з Волині — понад 50 тис., з Галичини — понад 50 тис. і з Підляшшя — майже 10 тис. Відповідно до угоди з СРСР, у 1940 році розпочалася політика «репатріації» десятків тисяч німців з Бессарабії, Буковини та інших частин Румунії. Були плани завезти на ці території німців з обох Америк.

### Вигнання з Померанії
Масові переміщення також торкнулися територій Померанії, що входили до Рейху. В першу чергу це були поляки з південної частини Помор'я (через велике скупчення поляків у цих регіонах), мешканці Гдині, а також сім'ї вбитих восени 1939 року. Метою було зняття т. зв елементи, що становлять загрозу Рейху, включно з людьми, які могли б вести незалежницьку діяльність. Однак загалом переміщення в Померанії не набули такого масштабу, як у Вартеланді, бо місцевий гауляйтер Альберт Форстер віддавав перевагу онімеченню польського населення шляхом масового запису до списку Volkslista і не хотів приймати німецьких переміщених осіб зі Східної Європи. Восени 1940 р. переселенську акцію в Померанії було проведено організовано, створивши Центральний переселенський осередок у Ґдині. Ця канцелярія налагодила співпрацю з окупаційним урядом у Генерал-губернаторстві. Вищий комендант СС і поліції в Гданську Ріхард Гільдебрандт у своєму звіті Форстеру повідомляв, що «з березня 1940 року понад 120 000 поляків і євреїв було переміщено до ГГ або розміщено в таборах для переміщених осіб». Депортації польського населення відбувалися під час сильних морозів взимку 1939/40 р. у запломбованих вагонах для худоби без опалення, з яких неможливо було вийти навіть для задоволення фізіологічних потреб. Ганс Франк, згадуючи ці транспорти, сказав на засіданні уряду 9 грудня 1942 року, що «день за днем товарні потяги, навантажені людьми, прибували до Генерал-губернаторства. Деякі вагони були вщерть заповнені трупами».
Цифри щодо населення, переселеного з Померанії, розходяться. За даними В. Ястшембського, до початку 1943 р. було переселено 121 765 осіб, у тому числі 91 533 до Генерального Губернатора і 30 232 вислано в складі т. зв. внутрішнє переміщення, до таборів і примусових робіт або піддалися процесу германізації. К. Лучак називає цифру 124 тисячі. Люди. У свою чергу Й. Зілінг писав про понад 170 тис. переселенців, у тому числі 90тис. до центральної Польщі. Значна частина переміщених осіб (від 60 000 до 80 000) походила з Гдині. Однак, за неповними даними, під час окупації до Померанії з різних куточків Європи прибуло близько 130 тис. осіб. німців, у тому числі 57тис. зі Східної Європи.
У середині 1941 року замість вигнаних поляків було залучено 200 тис. німців-репатріантів. До 1942 року контора Грейлета ділила польську нерухомість. 928 000 конфіскованих польських господарств було розподілено між прибулими поселенцями, місцевими німцями, а частина (близько 21 %) перебувала у німецьких трестах.

### Виселення із Замойського краю
Акція, розпочата в листопаді 1942 р. на Замості, охопила 110 тис. осіб. поляків. Його не було зроблено згідно з початковими припущеннями через оборонні дії польського підпілля, відомі як Замойське повстання.

### Переміщення після Варшавського повстання
Після спалаху повстання Гітлер наказав знищити місто та вбити всіх його жителів. У перших числах серпня 1944 року виконання цього наказу призвело до безпрецедентних розмахів (лише у варшавському районі Воля за один день було вбито 45 тис. осіб). Масові страти були припинені приблизно 10 серпня наказом Гітлера, який наказав відправляти полонених у концтабори та на роботи на території Генерал-губернаторства та Рейху. Відтоді мирне населення було вигнано з міста. Схема переміщення зазвичай була подібною. По-перше, мирних жителів ґвалтували та грабували до тимчасових транзитних таборів у межах міста, таких як церква св. Войцеха у Волі, ринок Зеленяк в Охоті, казарми Штауферкассерне і Флаккассерне в Мокотові або будинок CIWF в Белянах. Ув'язнені в нелюдських умовах (без їжі, води та медичної допомоги) і піддані новим зґвалтуванням, утискам і грабункам, поляків потім вивозили за межі міста, головним чином до пересильного табору в Прушкуві, організованого німцями (пройшло від 390 000 до 410 000 варшавян через нього).
Далі доля вигнаних склалася інакше. Близько 90 тисяч Поляків було відправлено на примусові роботи в глиб Рейху, 60 тис. були відправлені до концтаборів, а близько 100 тис. їх звільняли або вивозили з пересильних таборів під різними приводами. Решта, тобто 300—350 тисяч. людей, перевезли до всього Генерального Губернаторства (більшість із них у західну частину Варшавського округу, потім Радом і Краків), залишивши їх там без жодних засобів до існування.

### Вивезений на примусові роботи
Вивезені на примусові роботи найчастіше працювали в сільському господарстві, лісовому господарстві, садівництві та рибальстві, дещо рідше — у промисловості та на транспорті. Деякі з них працювали в інших галузях німецької економіки, а також, наприклад, у домашньому господарстві (як прислуга). Письмові договори з примусовими робітниками не укладалися, а роботодавець вирішував час їхньої роботи, часто не дотримуючись права на неділю та свята. Вони не мали права на відпустку, не мали права залишати місце роботи без перепустки, брати участь у культурних заходах і перебувати в громадських місцях; їм не дозволялося одружуватися без дозволу. Вони зобов'язані були носити на одязі відмітну нашивку (у поляків — трикутник з літерою «P»). Неповнолітні повинні були працювати в тому ж обсязі, що й дорослі, але за меншу платню.

### Кількість населення, переселеного німцями в окупованій Польщі
| Назва території                        | Кількість переміщених осіб |
| -------------------------------------- | -------------------------- |
| Країна Варта                           | 630 000                    |
| Сілезія                                | 81 000                     |
| Помор'я                                | 120 000—170 000            |
| Білостоцький район                     | 28 000                     |
| Цеханівський край                      | 25 000                     |
| «Дикі» переміщення (переважно Помор'я) | 30 000 — 40 000            |
| Втілені землі (всього)                 | 918 000—928 000            |
| Замойський край                        | 100 000—110 000            |
| Генерал-губернаторство (полігони)      | 171 000                    |
| Варшава (після Варшавського повстання) | 500 000—600 000            |
| Разом на окупованій території          | 1 689 000 — 1 709 000      |

## Радянські депортації 1939—1941 років

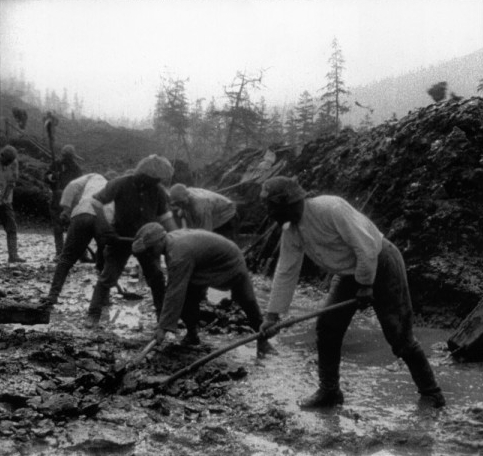
Будівництво Колимської дороги в'язнями ГУЛАГу

Окупація майже половини території ІІ Речі Посполитої СРСР, який співпрацював із Третім Рейхом, призвела до застосування принципу колективної відповідальності до всіх націй, що населяли ці території. Перші польські громадяни, майже 55 000 біженців із центральної та західної Польщі, були переміщені ще в жовтні 1939 року. Їх переселяли до східних областей Білоруської та УРСР, у складі т. зв. розвантаження прикордонних міст. Зсуви «течій», оскільки саме такою термінологією НКВД описувало польське біженське населення, переважно євреїв, які опинилися в радянській окупаційній зоні, відбулися ще до офіційної постанови про анексію земель Західної Білорусі та Західної України до БРСР та УРСР. У грудні 1939 р. радянська влада прийняла остаточне рішення приступити до виведення політично невизначеного елемента з окупованих районів. 5 грудня 1939 року РКЛ УРСР прийняла постанову № 1001—558 сс про переселення поселенців і лісової служби із зах. схема Білоруської та Української РСР. Через кілька днів директиви Л. Берія нав'язав майбутнім оперативним начальникам Л. Канава (Нарком Внутрішніх справ БРСР) та І. Серов (Нарком Внутрішніх справ СРСР) зобов'язання вести спеціальні списки сімей, що підлягають депортації. 29 грудня 1939 р. РНК СРСР затвердила Інструкцію НКВС УРСР про порядок переселення польських поселенців із західних областей УРСР і БРСР, а також Положення про спецпоселення та правила с. працевлаштування переселенців із західних областей УРСР і БРСР.
Перша депортація відбулася 10 лютого, наступні — 13–14 квітня, а на рубежі травня й липня 1940 р. Останній був проведений у травні-червні 1941 року, безпосередньо перед початком Третім Рейхом кампанії Барбаросса проти СРСР. Перших трьох розділяв двомісячний термін, необхідний для транспортування заздалегідь підготовлених складів із засланцями до місць їх примусового поселення та повернення новою групою. На той час були підготовлені всі необхідні накази та плани щодо ходу дій та дислокації наступних контингентів. Середній склад поїзда складався з 55 вантажних вагонів для перевезення людей, 1 пасажирського для конвою, 4 для перевезення більш важкого багажу і 1 санітарного. Теоретично в одному (двовісному) вагоні повинно їхати не більше 25-30 осіб. Таким чином, типовий транспорт повинен охоплювати близько 1200—1500 осіб. З кожним транспортом поза конвоєм повинні також виїжджати фельдшер і дві медсестри, а під час шляху конвой повинен видавати депортованим разову гарячу їжу і 800 г хліба на особу щодня. Проте всі ці накази залишилися лише на папері, а умови руху залежали виключно від доброї волі конвоюючих військ.

### Перша депортація
Депортація 10 лютого 1940 року стосувалася переважно місцевого населення. Поляки становили 70 % усього експорту цього контингенту, решта 30 % — білоруси та українці. Вивозили переважно військових поселенців, чиновників середньої та нижчої ланки, працівників лісової служби та ПКП. Забирали цілі родини без винятку. За секретними радянськими матеріалами, було депортовано приблизно 140 тис. осіб. Заслання дислокувалися в Комі АРСР, в північні облвсті РРФСР: Архангельську, Челябінську, Чкаловську, Горьківську, Іркутську, Івановську, Ярославську, Кіровську, Молотовську, Новосибірську, Омську, Свердловську і Вологодську, в Якутську і Башкирську АРСР і Красноярський і Алтайський краї. Переміщений контингент отримав назву «спецпоселенці-осадники». Дуже погані погодні умови, надмірна робота в лісозаготівлях, а також майже табірні поселення і така дисципліна праці, на яку відправляли депортоване населення, спричинили те, що смертність цього контингенту була найвищою і становила близько 3-4 % у перші місяці.

### Друга депортація
Під час другої депортації (13-14 квітня 1940 р.) було переміщено родини ворогів системи: державних і військових чиновників, поліцейських, тюремної служби, учителів, громадських діячів, комерсантів, промисловців і банкірів, а також родини осіб, які були заарештовані НКВД і затримані при незаконному замаху на німецько-радянську демаркаційну лінію. Проте ця акція була значно м'якшою за першу. Це було пов'язано як з тепловими умовами (весна), так і зі ступенем несправності вивезених. У той час як перша депортація класифікувалася лише як спецпоселення, нові засланці, названі НКВД «адміністративно-виселені», підлягали лише примусовому переселенню на нові, визначені місця постійного проживання. У рамках цієї акції було відправлено близько 61 000 осіб. При цьому відсоток жінок і дітей був виключно високим і становив 80 % усіх перевезень. Ці люди були розселені в Північному Казахстані, в Актюбінській, Акмолінській, Кустанайській, Петропавлівській, Карагандинській, Семипалатинській, Павлодарській і Північно-Казахстанській областях, а також кілька тисяч були відправлені в Челябінську область. У травні 1940 року в рамках поповнення лютневого та квітневого контингентів невеликі групи поляків, євреїв та білорусів були депортовані з Білостоцького, Лідського та Гродненського повітів.

### Третя депортація
Третя депортація (травень-липень 1940 р.) охоплювала переважно біженців із центральної та західної Польщі, які прибули під час війни на території, які пізніше опинилися під радянською окупацією. Більшість депортованих становили євреї (до 80 % загального контингенту), білоруси та українці. Число депортованих, яких у радянських документах називали «спецпоселенці-біженці», становило понад 80 000 осіб. Вони були переселені в автономні радянські республіки: Якутську, Комі і Марійську, Алтайський і Красноярський край, а також в області РРФСР: Архангельську, Челябінську, Горьківську, Іркутську, Молотовську, Новосибірську, Омську, Свердловську і Вологодську. Багато сімей, завдяки так званій контингентній якості були розміщені, як і засланці з лютого 1940 р., на спецпоселення під тотальним контролем НКВД.

### Четверта депортація
Під час четвертої депортації (травень-червень 1941 р.) на схід виїхали переважно люди інтелігенції, були також біженці, сім'ї залізничників, сім'ї заарештованих НКВД на другому році окупації, кваліфіковані робітники та ремісники. Особливо це торкнулося Білостоцької, Гродненської та Вільнюської областей. Усе дійство проходило у двох окремих циклах. У травні відбулося витіснення населення із Західної України, у червні із Західної Білорусії та Прибалтійських республік — Литви, Латвії та Естонії. Загалом було депортовано понад 85 000 осіб. Однак ці цифри повністю не підтверджені, тому що початок війни заскочив деякі транспорти, що залишилися в Білорусі, що призвело до застрягання поїздів і досить великих втрат у людях — навіть до десятка відсотків від загального транспорту. Депортовані були віднесені до категорії «суїцидальних». Термін депортації також був визначений у 20 років. Вони були розселені в Алтайському і Красноярському краях, Казахській РСР, Новосибірській області, басейнах Катуні і Біджа.
Загалом за 15 місяців радянської окупації внаслідок масових депортацій на схід було відправлено не менше 330—400 тис. осіб. Люди. Сюди ж слід додати ув'язнених, засуджених і відправлених у табори, військовополонених, молодь, призвану до лав Червоної Армії та «гарбатальйонів» (будівельних груп), а також усіх тих, хто більш-менш примусово вивезений на роботу в Рад. заводів і шахт. Загалом отримаємо приблизну цифру близько 700 000 громадян Другої Республіки Посполитої, які в період вересень 1939 — червень 1941 рр. потрапили під режим радянської терору. До підписання угоди Сікорського-Майського та видання радянською владою в серпні 1941 р. акту про амністію засланих польських громадян щонайменше 10 % усіх ув'язнених у спецпідрозділах, шахтах і на вільному засланні померло від голоду, холоду., хвороби та виснаження, викликані надлюдською фізичною працею та витісненням на маргінес радянського суспільства.

## Депортації поляків із Львівщини у 1944—1946 роках
Переселення поляків зі Львова разом із переселенням поляків з Вільнюса було найбільшою операцією з міського переселення, проведеною в колишніх східних воєводствах ІІ Республіки в 1944—1944 рр. 1946 року відбулося переселення поляків з СРСР на територію, яку отримала Польща в результаті Ялтинських угод.
Перші масові арешти та депортації поляків у Львові почалися після окупації міста Червоною армією у липні 1944 року. НКВД і Смєрш розпочали арешти командування та вояків Армії Крайової, польських підпільників, науковців та встановлення радянської адміністрації.
Майже водночас, росіяни розпочали велику акцію переламати міжнаціональні стосунки в місті. Спеціально організованими залізничними та автомобільними транспортами до Львова було доставлено десятки тисяч людей з глибини Росії та України, а потім зареєстровано як мешканців міста. За не зовсім достовірним списком радянської влади, на 1 жовтня 1944 р. у Львові проживало 154 284 особи, у тому числі 102 983 поляки, що становило 66,7 % від загальної кількості населення, та 40 743 українці, тобто 26,4 % від загальної кількості. Лише через місяць, 1 листопада 1944 року, у Львові було 244 285 жителів, у тому числі 112 413 поляків, тобто 46 % від загальної кількості. Кількість росіян і українців за цей час зросла приблизно на 80 тис. 
2–4 січня 1945 року відбулися масові арешти поляків, які проживали у Львові. За оцінками Армії Крайової, вони охопили близько 17 тис. осіб. осіб, у тому числі 31 науковий співробітник університету та Політехніки. Деякі з арештованих після кількаденного слідства були звільнені, але більшість була депортована в глиб Радянського Союзу. Тоді були заарештовані такі професори Львівської політехніки: Влодимир Бужинський, Едвард Сухарда, Маріан Януш, Єва Пілатова, яких згодом звільнили з львівської тюрми. Інших заарештованих професорів було перевезено до трудового табору Краснодон (Тадеуш Кучинський, Станіслав Фризе, Вітольд Мінкевич, Еміль Лазорик, Казимир Пшибиловський, Едвін Плажек, Олександр Козіковський). Засуджені на 5, 10 або 15 років призначалися на важкі фізичні роботи в лісозаготівлях або на антрацитових копальнях Донецького басейну. Двоє професорів не витримали цих суворих умов (Тадеуш Кучинський та Еміль Лазорик), решту звільнили приблизно через 6 місяців.
10 лютого 1945 р. Ялтинська конференція завершилася. Переселенська акція почалася в травні 1945 року. У місті почала діяти Польська евакуаційна комісія, завданням якої було видавання евакуаційних карт у співпраці з радянською владою, реєстрація переселенців та їх майна, що підлягало евакуації. Проте жителі міста чинили пасивний опір примусовому переселенню. На реєстрацію не з'явилися, евакуаційні картки не забрали. У цьому опорі вони були зміцнені ставленням Церкви, особливо непохитним прикладом тодішнього Львівського митрополита Євгеніуша Базяка. Цей своєрідний бойкот депортацій на захід тривав, незважаючи на дедалі жорстокіший радянський тиск і приплив нових людей зі сходу. Львів'яни ще були впевнені, що час радянської влади «можна якось перечекати». Проте визнання США та Великою Британією 28 червня 1945 року Тимчасового уряду національної єдності та відкликання визнання польським урядом у Лондоні 5 липня 1945 року юридично закріпили ялтинські рішення.
З травня 1945 р. по 15 червня 1946 р. Польська евакуаційна комісія за погодженням з радянською владою видавала евакуаційні картки, вела облік вибулих та їхнього майна, реєструвала кількість польських жителів, призначених для переселення. Переселенців разом із суворо обмеженим майном, яке радянська влада дозволила вивезти, повантажили у 34-місні вагони. Утворені таким чином транспорти направлялися в трьох напрямках:
- південний (Краків, Битом, Глівіце, Ополе, Вроцлав, Клодзко),
- центральний (через центр країни в напрямку Щецина),
- північні (Помор'я, Мазури).

Йшлося про максимальне розпорошення львів'ян, яких польська комуністична влада сприймала як «ворожий елемент», по країні. Оскільки т. зв Угода про репатріацію суворо обмежувала кількість і тип рухомого майна, яке можна було вивезти, виїзд піддавався ретельній перевірці радянською владою. Траплялося, що ці заходи позбавляли переселенців вантажу, що перевозився, навіть на залізничній станції, коли майно вантажили у транспортні вагони. Після 15 червня 1946 р. Польська евакуаційна комісія припинила видавати евакуаційні картки. До 29 листопада 1946 року проводилася операція «згортання акції зміщення». Він зводився до примусового виїзду людей, які раніше отримали картку і ще не виїхали, та реєстрації тих, хто виїхав. У травні-червні 1946 року терор і радянський тиск на львів'ян стали нестерпними. Церкви та монастирі силою закривалися, виїзди жорстоко примушувалися. Були деякі похмурі політичні вбивства. Мешканці продовжували пасивний опір, прикрашаючи двері закритих храмів квітами і молячись до них, як до вівтарів. Зневірені та зневірені львів'яни спільно несли свої прохання про порятунок міста до надприродних вищих сил, стоячи на колінах на тротуарах вулиць Львова. Польське місто, гинуче в «глибині степу», востаннє спробувало протистояти східній стихії, що наповнювала його з усіх боків — останній захист Львова мав духовно-символічний вимір. Між польським населенням і новими іммігрантами виникали все більш небезпечні конфлікти та напруження, і атмосфера в місті ставала нестерпною. Групи новоспечених мешканців міста, привезених зі сходу самостійно, змушували польських мешканців звільняти колишніх мешканців з квартир і львівських кам'яниць.
Загалом із травня 1945 р. до кінця листопада 1946 р. 130—140 тис. польських львів'ян (за підрахунками Зофії Левартовської) було переселено (в умовах драматичної боротьби з опором мешканців міста) залізничним транспортом, це означає, що радянські списки національних відносин у місті могли бути занижені.
Статистичний щорічник 1937 року оцінив кількість мешканців міста в 317 тис. осіб, а в іншій таблиці їх розподілив за рідною мовою. Було 198 000 носіїв польської [мови], 75 000 ідиш та івриту, 25 000 української та русинської. Ці зниклі безвісти 46-56 тисяч поляків зі Львова — це групи людей, які виїхали до Угорщини та Румунії у 1939 році, були депортовані під час радянських депортацій у 1939—1941 роках, втекли з фронту у 1944 році, були вбиті та мобілізовані до армій Жимерського та Берлінга влітку 1944 р., водночас депортовані або добровільно покинули місто у 1944—1945 рр. За даними польських уповноважених з питань евакуації поляків у Львові, всього на евакуацію перебувало 108 523 особи польської національності та 3 691 особа єврейської національності, евакуйовано 98 865 осіб польської національності та 3 349 осіб єврейської національності. 29 листопада 1946 р. Польська евакуаційна комісія припинила свою діяльність, а наступного дня, 30 листопада 1946 р., залишила Львів і територію УРСР.

## Виноски
1. ↑  Dok. norymb. NG-2325, Odpis z: «Biuletyn GKBZH w Polsce», t. 5, s. 211 nn. za «Okupacja i Ruch Oporu w Dzienniku Hansa Franka 1939—1945» Tom I 1939—1942, KiW, Warszawa 1972.
2. ↑  IMT, t. 26, dok. 686-PS, s. 255—257.
3. ↑  Okupacja i ruch oporu w Dzienniku Hansa Franka 1939—1945. Książka i Wiedza, Warszawa 1972.
4. ↑  Urząd do Spraw Polityki Rasowej, «Traktowanie ludności byłych obszarów Polski z punktu widzenia polityki rasowej» Berlin 1939.
5. ↑  Protokół posiedzenia rządu GG — Fragmenty wypowiedzi na temat jedności administracji, polityki w sprawach narodowościowych, wyżywienia oraz wykorzystania siły roboczej" 11 marca 1942 Kraków, «Okupacja i Ruch oporu w dzienniku Hansa Franka 1939—1945», Tom I 1939—1942, KIW Warszawa 1972.
6. ↑  Polityka germanizacyjna.
7. 1 2 3 4 5 6 7 8  Wypędzenia z Pomorza. Biuletyn IPN nr 5/2004.
8. 1 2  «Albert Forster» Marian Podgóreczny, Wyd. Morskie, Gdańsk 1977.
9. ↑  Piotr Szubarczyk (IPN Gdańsk): «Umacnianie niemczyzny» na polskim Pomorzu. Nasz Dziennik, 03.09.2009.
10. ↑  Wysiedlenia z Gdyni wiązały się z koniecznością osadzenia w tym mieście, ważnym dla morskiego przemysłu zbrojeniowego, jak największej liczby Niemców.
11. ↑  Heinz Hoehne, Zakon trupiej czaszki, Bydgoszcz 1997, s. 283.
12. ↑  Niemieckie zbrodnie w trakcie Powstania Warszawskiego.
13. ↑  Straty Ludzkie i materialne w Powstaniu Warszawskim. Biuletyn Instytutu Pamięci Narodowej NR 8-9/2004.
14. ↑  Na ten rodzaj zatrudnienia przyjęło się w Polsce określenie «pracy u bauera» (z niem. Bauer — rolnik, chłop).
15. ↑  Praca przymusowa Polaków na rzecz III Rzeszy.
16. ↑  Czesław Łuczak: Polityka ludnościowa i ekonomiczna hitlerowskich Niemiec w okupowanej Polsce. Wydawnictwo Poznańskie, Poznań 1979, ISBN 83-210-0010-X.
17. ↑  Maria Kulczyńska: Lwów-Donbas 1945.